# Max Schwabe (Unternehmer)
Maximilian „Max“ Friedrich Wilhelm Schwabe (* 4. April 1929 in Partenkirchen; † 6. März 1970 nahe La Punt Chamues-ch) war ein deutscher Kunstflieger, Fluglehrer und Unternehmer. Er begründete und leitete von 1957 bis zu seinem Tod am 6. März 1970 die Münchner Bavaria Fluggesellschaft Schwabe & Co. In Rom, wo er seit April 1950 bis mindestens 1958 seinen Wohnsitz hatte, war Schwabe Chef einer Konfektionsfirma für Damenoberbekleidung.

## Leben
Max Schwabe war der Sohn des Sportpiloten Karl Schwabe. Im Jahr 1946 lernte Schwabe das Fliegen und war danach als Fluglehrer im schweizerischen Zürich tätig. 1954, er war 25 Jahre alt, beteiligte er sich in Italien mit seiner 13 Jahre alten Klemm Kl 35 an einem Alpenrundflug ab Udine, als Einziger des Wettbewerbs in einem Flugzeug mit noch offener Kabine. Die Ausschreibungsbedingungen ermöglichten ihm wohl keine Chance auf einen Sieg.
Laut einem Artikel des Spiegel-Magazins war Schwabe Europameister im Kunstflug. Anfang Juli 1955 hatte er während einer „waghalsigen“ Flugvorführung auf dem Flughafen von Florenz vor den entsetzten Augen von mehreren hundert Schulkindern einen Unfall mit Totalschaden seiner Klemm, bei dem er schwer verletzt wurde.
Bei einem von ihm gesteuerten Flug ins Engadin stürzte er mit seiner Frau Angela Dege (* 1941 aus Wiedenbrück), seinen vier Töchtern Martina (* 1965), Petra (* 1965), Nicole (* 1967) und Cecilia (* 1969) und weiteren Personen wegen eines Turbinenschadens bei La Punt Chamues-ch ab. Copilot war der 31-jährige Klaus-Dieter von Held. Keiner der elf Insassen überlebte. Unter den Toten befand sich auch Anusch Samy, einer der beiden bekannten Samy-Brüder, die in München-Schwabing das Shoppingcenter Citta 2000 und mehrere Vergnügungsstätten betrieben, unter anderem das Drugstore und Deutschlands legendäre erste Großraumdiskothek Blow Up.
Vom Flughafen München-Riem war Max Schwabe, Chef-Pilot der Bavaria, um 14:17 Uhr des Absturztages mit dem zweimotorigen Turbopropflugzeug Handley Page Jetstream gestartet. Er hatte eine Flugerfahrung von 6741 Stunden, davon 84 mit der Jetstream, die aus Komfortgründen nur mit elf anstelle der möglichen 18 Sitze ausgestattet war. Um 14:57 Uhr sendete die Besatzung an den Flugplatz Samedan den Notruf: „Mayday, mayday, engine fire“. Unmittelbar darauf meldete sie eine Fahrwerksstörung und kündete eine Notlandung an, sinngemäß mit den Worten: „Stellen sie die Flugplatzfeuerwehr bereit. Das Fahrwerk ist nicht in Ordnung, wir versuchen eine Landung auf Schnee, wenn es nicht gelingt, grüßen sie unsere Angehörigen“. Zeugen sahen, dass im Bereich des linken Triebwerks Flammen austraten und sich der Propeller dort nur noch langsam drehte, kurz darauf einen Feuerball auf dem linken Flügel sowie einen Gegenstand, der dort herunter hing. Etwa drei Kilometer vor der Landebahnschwelle stürzte das Flugzeug in den Schnee. Im Absturz kappte es eine größere Lärche und zerriss zwei Kabel einer 220-kV-Hochspannungsleitung. Nach dem Aufschlag brannte das Wrack nicht mehr (siehe auch Flugunfall bei Samedan 1970).